# Sergio Claudio dos Santos
Sérgio Cláudio dos Santos (n. 27 iunie 1971, Nilópolis), cunoscut ca Serginho, este un fost fotbalist brazilian care ultima dată a evoluat la clubul italian A.C. Milan.